# 楊龍寨
楊龍寨位于果敢东部，距果敢首府老街市9公里，东臨中國雲南省鎮康縣南伞口岸，是因杨龙寨口岸而兴建的城镇，包括家声城、和平城，为果敢與中國交流的重要據點。1995年2月20日，果敢与镇康合作修建的口岸大桥建成。1998年8月25日，果敢一侧的口岸国门落成，开始口岸集镇开发建设，通往老街的柏油路随后落成。杨龙寨口岸为地方性质，缅甸与中国的国家级往来，一般只过清水河口岸，不走杨龙寨口岸。:410
楊龍寨的特色景點有北面雄偉的南天門山，以及喀斯特地形南傘跨國融洞。